# Казанцев, Анатолий Алексеевич
Анато́лий Алексе́евич Каза́нцев (20 ноября 1908, Хабаровск, Российская империя — 27 марта 1984, Ленинград, СССР) — советский живописец, график, монументалист и педагог, Заслуженный деятель искусств РСФСР, член Ленинградского Союза художников.

## Биография
Казанцев Анатолий Алексеевич родился 20 ноября 1908 года в Хабаровске (в некоторых источниках местом рождения указан Харбин). В 1928—1929 учился в Москве на курсах АХР у И. И. Машкова, в 1931—1938 в Ленинграде в ИНПИИ — ЛИЖСА ВАХ у К. Ф. Юона, Р. Р. Френца. В 1938 окончил институт с присвоением звания художника живописи. Дипломная работа — картина «Степан Разин».
Участвовал в выставках с 1929 года, экспонируя свои работы вместе с произведениями ведущих мастеров изобразительного искусства Ленинграда. В Великую Отечественную войну оставался в Ленинграде, создавал плакаты для «Боевого карандаша» и «Окон ТАСС»: «Молодежь к оружию!» (1941), «Ни пяди своей земли!» (1942), «Освободи!» (1943), «За кровь и слёзы наших детей!» (1943), «Крепче удары по врагу!» (1944). Написал картины «Форсирование Невы при прорыве блокады Ленинграда» (1943), «Встречи на Неве. Прорыв блокады Ленинграда 18 января 1943 года» (1943), «Соединение войск Волховского и Ленинградского фронтов» (1943, совместно с художниками В. А. Серовым и И. А. Серебряным), «Русская женщина» (1943).
После войны занимался творческой и педагогической работой. Писал тематические картины, создавал панно и панорамы. В 1949—1984 преподавал в ленинградском Высшем художественно-промышленном училище имени В. И. Мухиной, профессор (с 1965) и руководитель мастерской монументальной живописи. Автор картин «Зарубежные комсомольцы расклеивают прокламации» (1929), «С. М. Киров выступает против оппозиции в клубе Путиловского завода. 1926 год.» (1938), «Вручение ордена» (1947), «Накануне Октября» (1950), «В Зимнем Дворце» (1954), «Первая репетиция пьесы А. М. Горького „На Дне“ в Московском Художественном театре» (1959), «С добрым утром!», «Человек будет жить» (обе 1964), «Солдатки» (1967), «В. И. Ленин и А. М. Горький слушают музыку Бетховена» (1969), «Белая ночь» (1975) и других.
В 1963 был удостоен почётного звания Заслуженный деятель искусств Российской Федерации.
Скончался 27 марта 1984 года в Ленинграде на 76-м году жизни.
Произведения А. А. Казанцева находятся в Государственном Русском музее, в музеях и частных собраниях в России и за рубежом. Известен живописный портрет А. А. Казанцева, исполненный в 1947 году В. Малагисом.

## Выставки
- 1957 год (Ленинград): 1917 - 1957. Выставка произведений ленинградских художников.
- 1964 год (Ленинград): Ленинград. Зональная выставка.
- 1965 год (Москва): Советская Россия. Вторая Республиканская художественная выставка.
- 1967 год (Москва): Советская Россия. Третья Республиканская художественная выставка.
- 1975 год (Ленинград): Наш современник. Зональная выставка произведений ленинградских художников.
- 1976 год (Москва): Изобразительное искусство Ленинграда.

## Ученики
- Фролов, Сергей Кузьмич (1924—1998)
- Жадько-Базилевич, Людмила Юрьевна